# Zoltán Zsigmondy
Zoltán Zsigmondy (wym. [zoltaːn ʒiɡmondi], ur. 1880, zm. w styczniu 1945 w Budapeszcie) – węgierski taternik, doktor.
Wspólnie z Miklósem Szontaghiem juniorem i przewodnikiem Johannem Franzem seniorem dokonał kilku istotnych pierwszych wejść na szczyty w Tatrach.
Zginął w czasie oblężenia Budapesztu.

## Osiągnięcia wspinaczkowe
- jedno z pierwszych wejść na Ostry Szczyt,
- pierwsze wejście na Drąg (1905).
- pierwsze wejście na Turnię nad Drągiem (1905).
- pierwsze wejście na Małą Kończystą (1905).